# Baretta (Fernsehserie)
Baretta ist eine US-amerikanische Krimiserie, die zwischen 1975 und 1978 produziert wurde. Robert Blake spielte die Titelrolle, die Idee zur Serie hatte Stephen J. Cannell.

## Handlung
Der New Yorker Polizist Tony Baretta arbeitet häufig als Verdeckter Ermittler. Als unkonventioneller Einzelgänger und Außenseiter ist er in der Wahl seiner Methoden nicht zimperlich, was ihm wiederholt Probleme mit seinen Vorgesetzten einbringt und ihn nicht selten in gefährliche Situationen bringt.
Wenn Baretta nicht gerade Undercover ermittelt, wohnt er mit seinem Kakadu Fred in einem vom Ex-Polizisten Billy Truman geführten Hotel, das schon bessere Zeiten gesehen hat. Sein fahrbarer Untersatz ist ein stark verrosteter 1966er Chevrolet Impala. Hilfe erhält Baretta von seinen Informanten Rooster und Fats, die ihn über die Vorgänge auf den Straßen New Yorks auf dem Laufenden halten. In den ersten zwölf Folgen ist sein Vorgesetzter Lt. Shiller, danach Lt. Hal Brubaker.

## Hintergrund
Die Serie Baretta wurde vom Sender ABC als Nachfolger der ähnlich konzipierten Krimiserie Toma ins Leben gerufen, nachdem deren Hauptdarsteller Tony Musante nach dem Ende der ersten Staffel überraschend seinen Ausstieg verkündet hatte.
Das Titellied Keep Your Eye on the Sparrow war zunächst ein Instrumentaltitel, dann wurde jedoch ein Text hinzugefügt, und der Titel von Sammy Davis, Jr. interpretiert. Die Single erreichte in den Niederlanden und in Schweden den ersten Platz der Singlecharts.

## Auszeichnungen
Emmyverleihung
- 1975 – Emmy in der Kategorie Outstanding Lead Actor in a Drama Series an Robert Blake
- 1976 – Emmy in der Kategorie Outstanding Achievement in Cinematography for Entertainment Programming for a Series an Harry L. Wolf
- 1976 – Nominierung in der Kategorie Outstanding Drama Series
- 1977 – Nominierung in der Kategorie Outstanding Lead Actor in a Drama Series für Robert Blake
- 1977 – Nominierung in der Kategorie Outstanding Drama Series
- 1977 – Nominierung in der Kategorie Outstanding Continuing Performance by a Supporting Actor in a Drama Series für Tom Ewell
- 1977 – Nominierung in der Kategorie Outstanding Cinematography in Entertainment Programming for a Series für Sherman Kunkel

Golden Globe
- 1976 – Golden Globe in der Kategorie Bester Serien-Hauptdarsteller – Drama an Robert Blake